# Brot-Plamboz
Brot-Plamboz (toponimo francese) è un comune svizzero di 282 abitanti del Canton Neuchâtel.

## Geografia fisica
Il comune territorio del comune di Brot-Plamboz comprende pascoli, boschi e paludi.

## Storia
Il comune di Brot-Plamboz è stato istituito nel 1888 aggregando le località di Brot-Dessus (fino ad allora frazione di Brot-Dessous) e Plamboz (fino ad allora comune autonomo); nel 1920-1922 ha inglobato anche la località di Le Joratel, fino ad allora frazione di Les Ponts-de-Martel.

## Società

### Evoluzione demografica
L'evoluzione demografica è riportata nella seguente tabella:
Abitanti censiti

## Economia
L'economia locale si basa prevalentemente sul settore primario.